# 半耳箬竹
半耳箬竹（学名：Indocalamus longiauritus var. semifalcatus）为禾本科箬竹属下的一个变种。